# دهکده گرانتوود (میسوری)
دهکده گرانتوود (به انگلیسی: Grantwood Village) یک روستا (ایالات متحده آمریکا) در ایالات متحده آمریکا است که در شهرستان سنت لوئیس، میزوری واقع شده‌است.
 دهکده گرانتوود ۲٫۱۴ کیلومتر مربع مساحت و ۸۶۳ نفر جمعیت دارد و ۱۵۸ متر بالاتر از سطح دریا واقع شده‌است.